# فرنسيس هوارد
فرنسيس هوارد (بالإنجليزية: Francis Howard, 5th Baron Howard of Effingham)‏ (و. 1643 – 1695 م) هو سياسي، من الولايات المتحدة الأمريكية، توفي عن عمر يناهز 52 عاماً.